# Тюльпан Орфанидиса
Тюльпа́н Орфанидиса (лат. Tulipa orphanidea) — вид однодольных растений рода Тюльпан (Tulipa) семейства Лилейные (Liliaceae). Впервые описан ботаниками Пьером Эдмоном Буассье и Теодором фон Гельдрейхом в 1862 году.

## Ботаническое описание
Луковичный многолетник, высотой 10-20 см. Размер луковиц 20-47 x 8-22 мм. Стебель голый или волосистый, а листья, количество которых варьируется от 2 до 7, достигают размера около 20x2 см, они зеленые, часто с красным оттенком по краям. Стебель несет 1-4 шаровидных или звездчатых цветка с медно-красными, редко желтыми и красными чашелистиками, расположенными в два оборота по три. Чашелистики имеют чёрное, иногда жёлтое, базальное пятно внутри. Наружные чашелистики 3-6 × 1-1,8 см, а внутренние 3-6 × 1,2-2,1 см. Шесть тычинок тёмно-оливкового цвета, длиной 7-12 мм. Число хромосом — 2n = 36, редко 24 или 48.

## Таксономия
Таксономия сложна, поскольку это изменчивая популяция. Вид отнесён в подрод Eriostemones, один из четырёх подродов рода Tulipa. В разное время вид рассматривался как изменчивый таксон с рядом форм, разделенных на подвиды, включая T. o. whittalii, или как ряд различных отдельных видов, включая T. bithynica, T. hageri и T. whittallii.

## Распространение и экология
Встречается на юго-востоке Балканского полуострова, в Болгарии, Греции, на Эгейских островах, Крите и в западной Турции. Произрастает в лесах, в полях и на обочинах дорог на высоте до 1 700 м.
Цветёт с апреля по май.

## Культивирование
Используется как декоративное садовое растение с 1861 года. В культивировании устойчивы различные цветовые формы, выведены различные сорта, которым даны названия культурных групп, таких как T. orphanidea Hageri Group и Whittallii Group. В число культиваров входит T. orphanidea Hageri Group 'Splendens'.
Группа Уитталли (Whittallii Group) с жгуче-оранжевыми внутренними чашелистиками и черной кляксой у основания каждого чашелистика была удостоена награды Королевского садоводческого общества «За заслуги перед садом».